# قصف كنيسة الملكيين في ديردغيا
قصف كنيسة الملكيين في ديردغيا 
قصف كنيسة الملكيين في ديردغيا كان هجومًا جويًا شنته قوات الدفاع الإسرائيلية (FDI) في 9 أكتوبر 2024 ضد كنيسة ملكية في قرية ديردغيا في جنوب لبنان، وذلك كجزء من غزو إسرائيل للبنان في عام 2024. أسفر الهجوم الجوي عن مقتل ما لا يقل عن ثمانية أشخاص داخل الكنيسة. كما هاجمت قوات الدفاع الإسرائيلية منزل قسّ و مكاتب الرعية.

## القصف
نتيجة لغزو إسرائيل للبنان في عام 2024، اضطر أكثر من 1.2 مليون مواطن لبناني إلى مغادرة منازلهم بسبب القصف الإسرائيلي والمعارك بين حزب الله وقوات الدفاع الإسرائيلية (FDI). كانت كنيسة الملكيين في ديردغيا، الواقعة في قضاء صور جنوب البلاد، تأوي العديد من النازحين في الكنيسة نفسها وفي اثنين من القاعات المجاورة.
كانت الكنيسة قد تعرضت للقصف من قبل إسرائيل سابقًا في عام 1978، ثم مرة أخرى في عام 1992.
أفادت منظمة المساعدة الكاثوليكية "المساعدة للكنيسة المحتاجة" أنه في 9 أكتوبر 2024، ضرب صاروخ إسرائيلي الكنيسة، مما أدى إلى تدميرها بالكامل ومقتل ما لا يقل عن ثمانية أشخاص كانوا يختبئون داخلها. كما أصاب صاروخ آخر منزل أحد القساوسة ومبنى مكون من ثلاثة طوابق كانت توجد فيه المكاتب الرعوية، مما أدى إلى تدميرهما أيضًا بالكامل.
اعترف الجيش الإسرائيلي بتنفيذ الهجوم وبرره قائلاً إنه كان موجهًا ضد المسلحين.

## ردود الفعل
في 11 أكتوبر 2024، نشر البابا فرانسيس بيانين على حسابه الرسمي في "إكس" (تويتر سابقًا)، جاء فيهما:
"لكل الأمم الحق في الوجود في سلام وأمان. يجب ألا تُهاجم أراضيها ويجب احترام سيادتها وضمانها من خلال السلام والحوار. الحرب والكراهية لا تجلبان إلا الموت والدمار للجميع."
وطلب "وقف إطلاق النار الفوري في جميع ساحات الصراع في الشرق الأوسط، بما في ذلك لبنان. دعونا نصلي معًا من أجل الشعب اللبناني، خاصةً سكان الجنوب الذين اضطروا للفرار من منازلهم. نأمل أن يتمكنوا من العودة قريبًا والعيش في سلام."
أصدر بطريرك القدس اللاتيني ، الكاردينال بييرباتيستا بيزابالا، بيانًا في نفس اليوم قال فيه: "لن نستسلم أمام الأحداث التي تبدو أنها تفصل بيننا، بل سنظل دائمًا نسعى لأن نكون بناة للسلام والعدالة."

## روابط خارجية
يتضمن هذا العمل ترجمة مستمدة من مقال باللغة الإنجليزية وتحديدا من هذا الإصدار «2024 Derdghaya Melkite Church airstrike».